# Luzonochroma
Luzonochroma is een kevergeslacht uit de familie van de boktorren (Cerambycidae). De wetenschappelijke naam van het geslacht werd voor het eerst geldig gepubliceerd in 2012 door Vives.

## Soorten
Luzonochroma omvat de volgende soorten:
- Luzonochroma mindorensis Bentanachs & Drouin, 2013
- Luzonochroma monticola (Hüdepohl, 1989)